# Castignano
Castignano è un comune italiano di 2 538 abitanti della provincia di Ascoli Piceno nelle Marche.
Fa parte della Comunità Montana del Tronto e inoltre fa parte della diocesi di San Benedetto del Tronto-Ripatransone-Montalto.
Ha il vanto di aver dato alla storia la più antica iscrizione italica finora ritrovata. La cosiddetta "stele di Castignano" è un cippo d'arenaria alto circa un metro, datato intorno al VII-VI secolo a.C., che accoglie un'iscrizione bustrofedica riguardante la sacralità dei limiti territoriali indicati dal cippo stesso. L'alfabeto utilizzato ha influenze che si possono attribuire all'area egeo-anatolica.

## Geografia fisica
Il comune di Castignano è posto alle pendici del Monte Ascensione, a cavallo del crinale che funge da spartiacque tra la Valle del Tronto a sud e la Val Tesino a nord. Il confine nord è rappresentato approssimativamente dal fiume Tesino. Su questo alto crinale sorge a 473 m di altitudine il paese di Castignano, costituito dall'antico borgo e dalla parte nuova, sviluppatasi lungo la strada provinciale. A sud del crinale vi è la frazione di Ripaberarda, ex-comune autonomo un tempo.

## Storia
Il nome Castignano sembra derivare dal bosco di castagni (Lucus castineanus) esistente nella zona e del quale parla anche lo scrittore Plinio. Il paese fino all'anno 1000 era di notevoli dimensioni, ma ripetute frane hanno ridotto l'estensione del borgo. Dopo un periodo sotto il dominio dei Farfensi, il paese passò stabilmente sotto la giurisdizione di Ascoli Piceno.
Tra 1369 e il 1380, Castignano subisce la tirannia del più spavaldo, valoroso ma crudele dei signori ghibellini, Boffo da Massa. Esiliati gli avversari, realizza dal 1377 una piccola signoria al confine tra gli stati di Fermo e di Ascoli Piceno costituita da Carassai, Castignano, Cossignano e Porchia.
Nel 1585 Sisto V pose Castignano sotto la giurisdizione del vescovato di Montalto delle Marche. Nel 1860 il comune divenne parte integrante del Regno d'Italia, e gli fu accorpato anche il territorio di Ripaberarda.

### Simboli
Lo stemma è stato riconosciuto con DPCM del 10 dicembre 1955.
Il gonfalone, concesso con DPR del 19 aprile 1956, è un drappo partito di rosso e di bianco.

## Monumenti e luoghi di interesse
- Chiesa dei Santi Pietro e Paolo
- Chiesa di Santa Maria in Borgo
- Chiesa di Sant'Egidio, che conserva una tela di Simone De Magistris con la Madonna del Rosario con i santi Pietro, Domenico, Egidio e Caterina d'Alessandria, proveniente dalla chiesa dei Santi Pietro e Paolo, firmata e datata ma con l'iscrizione lacunosa, forse dei primi anni del Seicento.[7]

## Società

### Evoluzione demografica
Abitanti censiti

### Lingue e dialetti
Il dialetto castignanese risente molto della vicinanza con il dialetto ascolano, tuttavia ci sono alcune differenze. Ad esempio mentre ad Ascoli si fa largo uso della gghj (figghje, mogghje, capigghje), a Castignano si usa la j (fije, moje, capije), inoltre mentre nell'ascolano i nessi formati da /l/ + consonante diventano sonori, nel castignanese cade la /l/, ad esempio in ascolano “un'altra volta” si dice n'addra vodda, mentre in castignanese si dice n'atra vota.
Il dialetto castignanese risulta inoltre particolarmente simile ai dialetti di Offida, Rotella e Montedinove.
Nella parte meridionale del comune di Castignano, nelle frazioni di Ripaberarda e Sant'Angelo, il dialetto è invece praticamente identico al dialetto ascolano.

## Economia

### Artigianato
Di grande spicco è l’economia rurale del territorio, tuttavia si segnalano numerose iniziative volte alla lavorazione del legno ed in particolare del parquet. Tra le attività economiche più tradizionali, vi sono quelle artigianali, come l'arte del merletto rinomata in tutta Italia.

## Amministrazione
| Periodo          | Periodo          | Primo cittadino      | Partito                           | Carica      | Note   |
| ---------------- | ---------------- | -------------------- | --------------------------------- | ----------- | ------ |
| 11 luglio 1988   | 7 giugno 1993    | Venturino Fioravanti | Democrazia Cristiana              | Sindaco     | [ 10 ] |
| 7 giugno 1993    | 25 agosto 1994   | Romano Simonetti     | Democrazia Cristiana              | Sindaco     | [ 10 ] |
| 25 agosto 1994   | 12 novembre 1994 | Anna Gargiulo        |                                   | Comm. pref. | [ 10 ] |
| 12 novembre 1994 | 24 aprile 1995   | Maurizio Piccinini   |                                   | Comm. pref. | [ 10 ] |
| 24 aprile 1995   | 14 giugno 1999   | Romano Simonetti     | Centro                            | Sindaco     | [ 10 ] |
| 14 giugno 1999   | 14 giugno 2004   | Romano Simonetti     | Lista civica                      | Sindaco     | [ 10 ] |
| 14 giugno 2004   | 8 giugno 2009    | Domenico Corradetti  | Lista civica                      | Sindaco     | [ 10 ] |
| 8 giugno 2009    | 26 maggio 2014   | Domenico Corradetti  | Lista civica Insieme per crescere | Sindaco     | [ 10 ] |
| 26 maggio 2014   | 27 maggio 2019   | Fabio Polini         | Lista civica Uniti per costruire  | Sindaco     | [ 10 ] |
| 27 maggio 2019   | 10 giugno 2024   | Fabio Polini         | Lista civica Uniti per costruire  | Sindaco     | [ 10 ] |
| 10 giugno 2024   | in carica        | Fabio Polini         | Lista civica Uniti per costruire  | Sindaco     | [ 10 ] |

## Sport

### Calcio
La squadra di calcio è la Polisportiva Castignano A.S.D., che ha sempre militato in tornei di livello dilettantistico. I colori sociali sono il bianco ed il rosso.
Le locali formazioni di calcio a 5 sono il Ripaberarda C5 e la Happy Car C5.